# Karnes County
Karnes County je okres ve státě Texas v USA. K roku 2010 zde žilo 14 824 obyvatel. Správním městem okresu je Karnes City. Celková rozloha okresu činí 1 952 km².